# Franzois (Adelsgeschlecht)

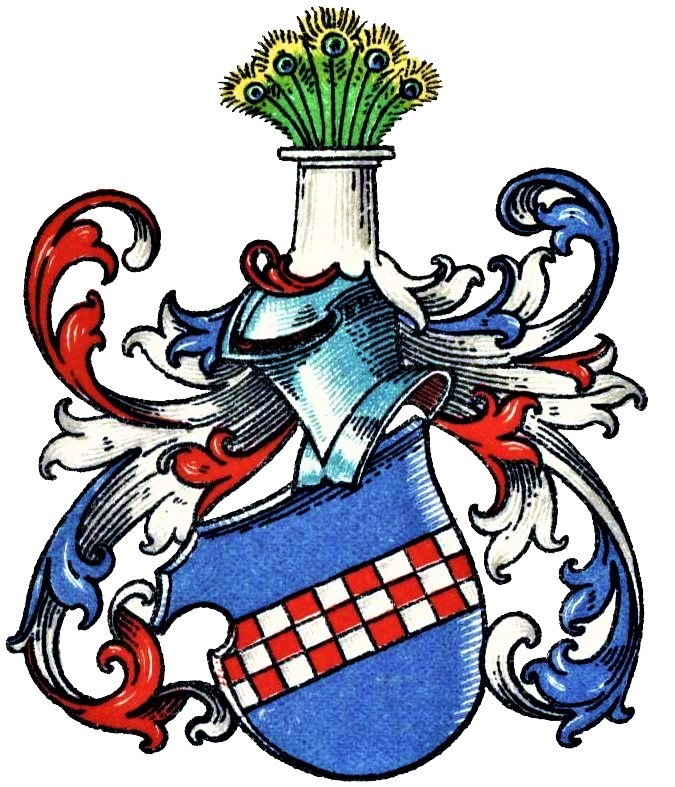
Wappen der Franzois im Wappenbuch des Westfälischen Adels

Franzois (auch: Franzoys; lateinisch: Gallus) ist der Name eines westfälischen Adelsgeschlechts.

## Geschichte
Das Geschlecht war in der Grafschaft Mark begütert. Es stellte im 14. und 15. Jahrhundert eine Reihe von Münsteraner Domherren (siehe unten).
Heinrich gen. Franzois (Henricus cognomento Francois) erscheint 1222 als Zeuge im Gefolge des Erzbischofs Engelbert I. von Köln für das Kloster Welver. 1393 war ein Heinrich Franzois Zeuge bei der Auseinandersetzung des Goswin Holtey mit dem Münsteraner Domherrn Heinrich von Hattingen (Henrich von Hatgnecge).
Die Familie Franzois erscheint noch 1506.

## Persönlichkeiten
- Dietrich Franzois († 1442), Domdechant und Domherr in Münster
- Engelbert Franzois († 1369), Domherr in Lüttich und Münster
- Engelbert Franzois (Domherr, † 1469) († 1469), Domherr in Münster und Lüttich
- Gottfried Franzois († 1433), Domherr in Münster
- Heinrich Franzois († 1471), Domherr in Münster und Lüttich
- Hermann Franzois, Domvikar in Münster
- Hermann Franzois (Domherr) († 1424), Domdechant und Domherr in Münster

## Wappen
Blasonierung: In Blau ein zu drei Reihen silbern und rot geschachter Balken. Auf dem Helm ist eine silberne Säule mit grünem Pfauenbusch besteckt. Die Helmdecken sind blau-rot-silbern.